# Pad Gondolina
"Pad Gondolina" u radovima J.R.R. Tolkiena, naziv je jedne od prvotnih knjiga Izgubljenih pripovijesti koje su činile osnovu dijela kasnijeg rada na Silmarillionu.
"Pad Gondolina" pripovijetka je o osnivanju vilenjačkog grada Gondolina (kojega su u tajnosti izgradili Turgon i njegov narod), o dolasku Tuora kraljevića Edaina, o izdaji Turgonova nećaka Maeglina Morgothu te o kasnijem Morgothovu razaranju Gondolina. Povezan je i s bijegom iz sirionskih luka, vjenčanjem Tuora i Idril, kao i s Eärendilovim djetinjstvom.
Tolkien je još u vojsci 1917. godine počeo na poleđinu notnog papira koračnice zapisivati zamisli od kojih će kasnije nastati Pad Gondolina. To je više-manje prva zapisana 'legendarna' priča o Međuzemlju kojoj se može ući u trag.
Tolkien je neprestano prepravljao priče o Prvom dobu; ipak, pripovijetka napisana 1917. godine i objavljena postumno u Knjizi izgubljenih pripovijesti jedina je cjelovita koja govori o padu Gondolina. Pripovijest u Silmarillionu uredio je njegov sin Christopher rabeći ovu priču (bez upotrebe dijelova koji su previše podsjećali na Drugi svjetski rat) te sažete oblike različitih drugih tekstova o ovoj temi. Radnja se u oba kasnija djela, koji su glavni izvori izdanog Silmarilliona, Quenta Silmarillion i Sivi ljetopisi Belerianda prekida prije početka pripovijesti o Tuoru.
Kasnija nedovršena verzija Pada Gondolina objavljena je u Nedovršenim pripovijestima pod naslovom O Tuoru i njegovu dolasku u Gondolin. Prvotno naslovljena O Tuoru i padu Gondolina, ova priča znatno je proširena od ranijeg oblika. Christopher Tolkien preimenovao je priču prije njena uključivanja u Nedovršene pripovijesti jer završava Tuorovim dolaskom u Gondolin, zapravo nikad ne dospijevši do pada.
Postoji i nedovršena i (do 2008. godine) neobjavljena pjesma naslova Kako je pao Gondolin dijelovi kojega su citirni u Temeljima Belerianda. U samo 130 stihova Tolkien dolazi do napada Zmajeva na grad; iz ovoga se može zaključiti da bi i cjelovita i dovršena pjesnička verzija Oslobođenja iz ropstva i Húrinove djece bila znatno kraća od Pada Gondolina.

## Vanjske poveznice
- Ea - Hrvatski Tolkien portal  Arhivirana inačica izvorne stranice od 30. lipnja 2007. (Wayback Machine)